# Старокурово
Старокурово — деревня в Ступинском районе Московской области в составе Семёновского сельского поселения (до 2006 года входила в Ивановский сельский округ). На 2015 год Старокурово 3 улицы, 2 переулка и 4 садовых товарищества. Впервые в исторических документах, как сельцо, упоминается в 1577 году.

## Население
| 2002 | 2006 | 2010 |
| ---- | ---- | ---- |
| 20   | ↗34  | ↗62  |

Старокурово расположено на западе центральной части района, между Старым Каширским шоссе (в 500 м восточнее деревни) и автодорогой Дон (400 м на запад), на безымянном ручье, правом притоке реки Каширка, высота центра деревни над уровнем моря — 170 м. Ближайшие населённые пункты: Назарово — около 1,4 км на запад, Михнево — в 1,6 км на северо-восток.